# 2001年美國國家棒球名人堂票選
2001年美國國家棒球名人堂票選遵循1995年的票選規則。全美棒球記者協會進行年度票選，最後選出克爾比·帕基特和戴夫·溫菲爾德兩人。資深選手委員會在這年進行閉門會議，他們從資深大聯盟選手、行政人員、總教練、主審和黑人聯盟選手中進行評選，最後他們選出比爾·馬澤羅斯基和希爾頓·史密斯兩人。大聯盟在2001年8月5日舉辦入選典禮。

## 全美棒球記者協會票選結果
全美棒球記者協會只從1981年以後效力於大聯盟的選手中進行評選，但效力年限只到1995年為止。
每個球員需要獲得至少75%的選票方能入選。本屆票選包含32名球員；總共有515張選票，最終總計投出2258人次，入選名人堂門檻為387票，平均每張選票圈選了6.33人。未達5%得票率的候選人，將被剔除名人堂票選資格。
首次進行票選的球員將以劍標（†）顯示。獲得至少75%以上同意票的入選人以粗體字表示；在未來票選中才入選的候選人以斜體字表示。
荷西·里荷在這年票選獲得一張選票，但他在2001年宣布復出。2008年再次獲得票選資格。
| 球員姓名         | 同意票數 | 得票率(%) | 與前一年差距 | 年度   |
| ---------------- | -------- | --------- | ------------ | ------ |
| †戴夫·溫菲爾德   | 435      | 84.5      | -            | 第1年  |
| †克爾比·帕基特   | 423      | 82.1      | -            | 第1年  |
| 蓋瑞·卡特        | 344      | 64.9      | ▲0 15.2%     | 第4年  |
| 吉姆·賴斯        | 298      | 57.9      | ▲0 6.4%      | 第7年  |
| 布魯斯·蘇特      | 245      | 47.6      | ▲0 9.1%      | 第8年  |
| 古斯·高薩吉      | 228      | 44.3      | ▲0 11.0%     | 第2年  |
| 史蒂夫·賈維      | 176      | 34.2      | ▲0 2.0%      | 第9年  |
| 湯米·約翰        | 146      | 28.3      | ▲0 1.2%      | 第7年  |
| †丹·馬丁利       | 145      | 28.2      | -            | 第1年  |
| 吉姆·卡特        | 135      | 26.2      | ▲0 1.1%      | 第13年 |
| 伯特·布萊勒文    | 121      | 23.5      | ▲0 6.1%      | 第4年  |
| 傑克·莫里斯      | 101      | 19.6      | ▼0 2.6%      | 第2年  |
| 戴爾·墨菲        | 93       | 18.1      | ▼0 5.1%      | 第3年  |
| 戴夫·帕克        | 84       | 16.3      | ▼0 4.5%      | 第5年  |
| 戴夫·康塞普西翁  | 74       | 14.4      | ▲0 1.0%      | 第8年  |
| 路易斯·提安特    | 63       | 12.2      | ▲0 5.0%      | 第14年 |
| 基斯·赫南德茲    | 41       | 8.0       | ▼0 2.4%      | 第6年  |
| †戴夫·史都華     | 38       | 7.4       | -            | 第1年  |
| 羅恩·吉德里      | 27       | 5.2       | ▲0 3.6%      | 第8年  |
| †盧·懷泰克       | 15       | 2.9       | -            | 第1年  |
| †柯克·吉卜森     | 13       | 2.5       | -            | 第1年  |
| †蘭斯·帕里許     | 9        | 1.7       | -            | 第1年  |
| †湯姆·亨克       | 6        | 1.2       | -            | 第1年  |
| †戴夫·瑞蓋提     | 2        | 0.4       | -            | 第1年  |
| †史蒂夫·貝卓西安 | 1        | 0.2       | -            | 第1年  |
| †湯姆·布朗寧     | 1        | 0.2       | -            | 第1年  |
| †羅恩·達令       | 1        | 0.2       | -            | 第1年  |
| †吉姆·德夏斯     | 1        | 0.2       | -            | 第1年  |
| †約翰·科魯克     | 1        | 0.2       | -            | 第1年  |
| †荷西·里荷       | 1        | 0.2       | -            | 第1年  |
| †霍華德·強森     | 0        | 0.0       | -            | 第1年  |
| †安迪·凡·史萊克  | 0        | 0.0       | -            | 第1年  |

|  | 本屆被選入名人堂，人名以粗體表示。                          |
|  | 本屆未入選但在未來票選中被選入名人堂，人名以斜體表示。      |
|  | 在2002年投票中繼續票選但仍未被選入者。                      |
|  | 在未來BBWAA票選中被剔除，但仍保有未來資深委員會審核的資格。 |

新入選的球員包含21名全明星球員，這21人合計共入選65次明星賽。不過有其中5人沒有在名單上。
以下球員首次具有票選資格，但並未在名單上：史考特·班克海德、凱文·巴斯、巴德·布拉克、傑瑞·布朗恩、史蒂夫·布薛爾、丹尼·考克斯、荷西·迪里昂、史考特·弗萊契爾、湯姆·佛利、吉姆·高特、艾特利·漢馬克、布萊恩·哈波、葛雷格·A·哈里斯、比利·哈契爾、德韋恩·亨利、提姆·胡列特、克里斯·詹姆斯、比爾·克魯格、麥克·帕瓦里耶爾、曼紐·李、坎迪·馬唐納多、麥克·莫爾、羅布·墨菲、麥特·諾克斯、荷西·歐昆多、史派克·歐文、麥克·帕格里亞魯洛、傑洛德·佩瑞、丹尼斯·拉斯穆森、藍迪·雷迪、米契·韋伯斯特和比爾·威格曼。

## 資深選手委員會
資深選手委員會自1953年來，就一直將行政人員、總教練、裁判、早期的大聯盟球員納入名人堂票選資格考量。
大聯盟選手必須要在1946年以前登上大聯盟才能符合票選資格，在1992年以前有獲得至少100張名人堂選票及1993年後獲得至少60%選票的選手都沒有參與資格。
最後委員會從黑人聯盟和19世紀選手中做票選，最終選出兩人，分別是：前大聯盟二壘手比爾·馬澤羅斯基和黑人聯盟投手希爾頓·史密斯。

## J·G·泰勒·史賓克獎
棒球記者羅斯·紐罕（1937年–）獲選該屆的J·G·泰勒·史賓克獎。

## 福特·C·弗里克獎
馬林魚隊播報員費洛·拉米瑞茲（1923年–2017年）獲選該屆的福特·C·弗里克獎。

## 外部連結
- 美國國家棒球名人堂官網 （页面存档备份，存于）
- 棒球名人堂BBWAA票選規則 （页面存档备份，存于）
- 2001年名人堂票選 at www.baseballhalloffame.org